# طرح الأوراق المالية
عرض الأوراق المالية (أو جولة التمويل أو جولة الاستثمار ) عبارة عن جولة منفصلة من الاستثمار أو جولة تمويل ، حيث تقوم شركة أو مؤسسة أخرى بجمع الأموال لتمويل العمليات أو التوسع أو مشروع رأس المال بهدف الربح أو الاستحواذ أو لبعض الأغراض التجارية الأخرى. في مقابل عدد أسهم من الممول أو المستثمر